# Karabin maszynowy Typ 81
Typ 81 – chiński ręczny karabin maszynowy będący modyfikacją karabinu Typ 81. Wraz z nim wchodzi w skład systemu broni QBZ-81.

## Historia
W latach 70. XX wieku w Chinach Ludowych rozpoczęto prace nad nowym małokalibrowym nabojem pośrednim. Wraz z nowym nabojem planowano wprowadzić nowy karabin i ręczny karabin maszynowy. Przedłużające się prace sprawiły, że jako rozwiązanie tymczasowe postanowiono przyjąć do uzbrojenia nowy karabin szturmowy zasilany starą amunicją Typ 56 (7,62 × 39 mm).
Jednocześnie z pracami nad karabinem szturmowym trwały prace nad karabinem maszynowym. 65% części jest wspólnych dla obu broni.
Po rozpoczęciu produkcji na początku lat osiemdziesiątych karabin maszynowy Typ 81 stopniowo zastępował starsze typy ręcznych karabinów maszynowych Typ 56 (licencyjny RPD) i Typ 74 (chiński odpowiednik RPK).
W następnych latach karabin maszynowy Typ 81 stał się podstawowym erkaemem armii chińskiej. Jego następcą miał być ręczny karabin maszynowy Typ 95, ale ostatnie decyzje dotyczące wprowadzenia do uzbrojenia karabinu szturmowego Typ 03 spowodują prawdopodobnie, że następcą karabinu maszynowego Typ 81 będzie erkaem będący rozwinięciem karabinu Typ 03 lub uniwersalny karabin maszynowy Typ 88.

## Opis konstrukcji
Karabin maszynowy Typ 81 jest zespołową bronią samoczynno-samopowtarzalną. Zasada działania oparta na wykorzystaniu energii gazów prochowych odprowadzanych przez boczny otwór lufy. Ryglowanie przez obrót zamka. Po wystrzeleniu ostatniego naboju zamek zatrzymuje się w tylnym położeniu). Mechanizm spustowy umożliwia strzelanie ogniem pojedynczym i seriami. Przełącznik rodzaju ognia, pełniący także rolę bezpiecznika umieszczony nad chwytem pistoletowym, po lewej stronie broni. Zasilanie z magazynków bębnowych o pojemności 75 naboi (możliwość użycia dwurzędowych magazynków łukowych karabinu Typ 81 o pojemności 30 naboi). Otwarte przyrządy celownicze składają się z muszki i celownika krzywkowego (ze szczerbiną).
Karabin maszynowy wyposażony jest w kolbę stałą.